# Aranya Johar
Aranya Johar (8 de setembre de 1998) és una poetessa índia que va créixer a Bombai. Fa servir les xarxes socials per abordar qüestions com la igualtat de gènere, la salut mental i la positivitat corporal. Utilitza la poesia slam per confrontar els estàndards de bellesa. La primera obra publicada per Aranya, "A Brown Girls's Guide to Gender" (Una guia de gènere per a noies marrons), es va convertir en viral i va assolir el milió de visualitzacions al cap de dos dies de la seva publicació. Va integrar la paraula a Bollywood per primera vegada a través de la seva col·laboració amb Akshay Kumar per a la pel·lícula 'Padman'. Va ser ponent a TEDxICTMumbai l'abril de 2017. Ha estat convidada i elogiada per diversos poetes i fundacions. Forma part de la llista de 10 dones que cal seguir a les xarxes socials juntament amb Michelle Obama i Ashley Graham. Va formar part de la llista de 100 dones de la BBC del 2019.

## Biografia
Va estudiar a l'escola secundària Lilavati Podar. Utilitza la poesia slam per expressar les seves idees. Els poetes slam utilitzen paraules parlades per interpretar, expressar identitat i connectar amb el seu públic.
Va començar a escriure poemes sobre qüestions de misogínia quan era adolescent. Va actuar per primera vegada davant d'un públic quan tenia 12 anys. "Un grup feia sessions de micròfon obert en un restaurant-bar local i l'intèrpret rebia un còctel després de la seva actuació". Va admetre haver mentit sobre la seva edat per entrar-hi. Li van diagnosticar un trastorn per dèficit d'atenció (TDA) quan estava a la classe. Va decidir utilitzar els mitjans per crear consciència sobre la salut mental. Investiga sobre la condició mental i n'escriu. Durant una de les seves actuacions, quan era adolescent, recorda haver fet plorar un home de 47 anys. Els versos que van fer plorar l'home van ser: “Mentre mires aquella vena besant aquell ganivet / penses en totes les coses que trobaràs a faltar si acabes aquesta vida / Si jo fos tu esperaria que les cicatrius s'esvaïssin / Si fos tu, deixaria aquesta fulla".
Juntament amb la seva camarada Prachee Mashru, de 17 anys, són la força que hi ha darrere de More Than Mics, una organització destinada a acompanyar plataformes creatives per a arts de la performance (poesia, música, comèdia, etc.). Mashru assisteix a una escola de Vile Parle (W), però es van conèixer en línia i van conèixer-se perquè a les dues els agradava el raper canadenc Drake.
També és la comissària de Blind Poetry Sessions, una sèrie de nits de poesia. A diferència d'altres concerts, la nit de Poesia Cega té lloc en una habitació fosca i els poetes són anònims. També és co-comissària d'un altre esdeveniment de poesia a la ciutat, titulat Throwback Thursday, en què demana als poetes que llegeixin el seu primer treball i els seus escrits més recents. També va donar suport i va presentar un poema per a la igualtat de gènere, Know your rights (Coneix els teus drets) de Vivel en associació amb Aaj tak i India Today. El vídeo "To Bleed Without Violence" (Sagnar sense violència), va ser una peça col·laborativa amb WASH United que va assolir els 7 milions de visualitzacions durant el cap de setmana de la càrrega. També ha recitat el seu poema per a joves entusiastes de les Nacions Unides del Model Harvard el 2017 al Hyderabad International Convocation Center.
Ha aparegut a les publicacions Rolling Stone i Harper Bazaar el 2017. Va actuar a la SRCC Youth Conference el 22 de setembre de 2017. També ha aparegut a l'edició de maig de Teen Vogue. Ha actuat a l'esdeveniment de We The Women en associació amb ONU Dones els dies 9 i 10 de desembre de 2017.
Va formar part de l'esdeveniment Goalkeepers New York City del 2018. Va parlar al costat de noms com Ed Sheeran, Melinda Gates, Bill Gates, Stephen Fry i altres. L'esdeveniment està organitzat per la Fundació Gates i #ProjectEveryone. També ha format part de SHEROES Summit 2018, una plataforma comunitària de dones que porta les dones a compartir les seves històries i a inspirar altres dones.

## Obres
- "A Brown Girl's Guide to Gender" (Primera representació el 6 de març de 2017 a Tuning Fork)[22]
- "A Brown Girl's Guide to Beauty" (publicat el 7 de juliol de 2017 i presentat per Shaadi.com)[23]
- "A Brown Girl's Guide" - A Better Tomorrow (publicat per Rise per TLC l'1 de gener de 2018)[24]
- "To Bleed Without Violence" (publicat per Dasra India el 28 de juny de 2017)[25]
- "BleedingRani" - amb Akshay Kumar (publicat l'1 de febrer de 2018 per Peeping Moon)[26]
- "To India: With Love" (Publicat el 29 de setembre de 2017)
- "Women Will" (Publicat el 29 de març de 2018)
- "Buy Now or Panic Later" (Publicat el 9 d'abril de 2017 pel moviment de poesia de la companyia aèria).[27]